# André Gatineau
André Gatineau (né le 12 février 1920 à Saumur et mort le 14 août 1980 à Briançon) est un polytechnicien français, navigateur d'Air France, qui a été secrétaire général de l'Union des navigants de ligne CGC, puis maire du village de Cervières de 1974 à 1977, où il a pris la tête d'une contestation ayant mené à l'abandon d'un des plus grands projets du Plan neige.

## Biographie
Ingénieur diplômé de l'École polytechnique et de l'École nationale supérieure de l'aéronautique et de l'espace, André Gatineau a fait sa carrière à Air France comme navigateur. Devenu secrétaire général de l'Union des navigants de ligne CGC, un syndicat qui avait brisé le monopole du Syndicat national des pilotes de ligne, il anime très tôt la commission « Conduite des Avions », composée de membres de l'administration, de l'industrie et du personnel, chargée d'améliorer la sécurité au sein des avions de ligne dans les années 1960 et devient un spécialiste de la médecine aéronautique, puis formule des propositions pour améliorer l'enregistrement des données de vol.
Installé dans le petit village de Cervières, dans les Hautes-Alpes, qu'il fréquentait en famille depuis de longues années et dont il fait peu à peu sa résidence permanente, il y devient un spécialiste de l'observation du Tétras lyre et estime que le tourisme doit rester à visage humain, et respecter les activités agricoles. Dès la fin des années 1960, il fait partie des habitants, menés par leur maire Raymond Faure-Brac, qui réagissent lorsque l'immense domaine naturel de la haute vallée est menacé de destruction et de surpopulation par un projet de construction d'une super station de ski, appelé « Super-Cervières », d'au moins 15 000 à 40 000 lits. Il s'agissait alors pour le gouvernement de relancer le vaste « Plan Neige », lancé en 1963 sous forme de future très grandes stations, dont une autre toute proche à Vars. André Gatineau fait partie des créateurs les plus remarqués, en décembre 1969, de l'Association pour l'étude et la sauvegarde de la vallée de Cervières (A.E.S.C.), dont il devient président. L'association, toujours active 45 ans plus tard, édite un journal, La Paparelle. Elle formule des contre-propositions, dans lesquelles la protection de la nature et sa mise en valeur ne paraissent plus incompatibles. L'A.E.S.C et André Gatineau sont à l'origine de la « Fédération haut-alpine de protection du milieu montagnard » (F.A.P.M), regroupement en février 1978 d'associations locales régies par la loi de 1901. André Gatineau inspire en particulier la création le 12 février 1978 de l'« Association pour la Défense du Casset », par les habitants des villages des hauteurs du Col du Lautaret.
Devant le refus des habitants de Cervières, le préfet a menacé de créer une zone d'aménagement différé (ZAD), puis est passé à l'acte. D'après le dossier relatif à cette ZAD déposé à la mairie de Cervières, le site à urbaniser est situé au niveau du hameau du Bourget, au cœur de la vaste plaine du même nom, longue de dix kilomètres, à environ 1 900 mètres d'altitude. Le Conseil municipal de la commune, qui compte cinq agriculteurs sur dix conseillers, s'y oppose. Il publie une brochure avec le "Syndicat agricole de Cervières" et la FDSEA des Hautes-Alpes. Mais sans arrêter les promoteurs, qui obtiennent un arrêté préfectoral, en janvier 1972, pour l'expropriation de soixante-dix chalets de 22 agriculteurs et de 6 500 hectares de terres sur les 11600 que compte la commune. Le projet d'expropriation ne leur verse que 30 centimes du mètre carré.
André Gatineau et ses amis s'opposent sur ce projet au député maire de Briançon, Paul Dijoud, qui soutient l'investissement prévu, mais ne retrouvera plus jamais son siège de député. L'action des paysans de Cervières, relayée par une pétition, passionne la presse locale, mais aussi nationale (Paris Match, Le Nouvel Observateur, Politique hebdo, Autrement), et se déroule au même moment que la Lutte du Larzac, également très suivie. Son efficacité et la solidarité des habitants du village, autour de leur association et de leurs élus, expriment un profond attachement au village, touché par l'exode rural et une grave inondation douze ans plus tôt, selon l'étude d'une historienne, témoin direct de l'action "unanime" des habitants. Son analyse sera reprise par le célèbre historien Fernand Braudel. En janvier 1973, un foyer de ski de fond est créé à Cervières, dans l'idée d'un tourisme respectueux des activités agricoles, avec 42 kilomètres de pistes, enneigées de novembre à mai. Il est complété par un gite.
Peu après l'inauguration du Parc national des Écrins, tout proche, le 3 août 1973, Virgile Barel, député des Alpes-Maritimes, pose à l'Assemblée nationale une question au gouvernement sur ses intentions quant au projet "Super Cervières", "dont le bruit se répand qu'il serait abandonné". Finalement, les habitants de Cervières ont réussi à faire annuler la constitution d'une ZAD. La station de ski géante ne verra jamais le jour. André Gatineau est élu maire de Cervières en 1974, pour succéder à Raymond Faure-Brac, puis réélu en 1977. En 1980, il décède de mort accidentelle. Peu avant, son combat et celui de ses amis agriculteurs ont eu un impact important. Les principes énoncés dans le "discours de Vallouise" (Hautes-Alpes), du président Valéry Giscard d'Estaing, le 23 août 1977 et la directive qui le suit, pour assurer la protection des espaces montagnards sont perçus "comme un désaveu de la mise en œuvre du Plan neige". Il n'est relancé que partiellement, via la procédure des "Unités Touristiques Nouvelles (UTN)". Des stations de moyenne montagne sont promues comme un moyen de développer un tourisme un peu moins rentable mais plus respectueux des équilibres naturels et humains, non sans parfois quelques déboires.